# Rob Gibson (Politiker)

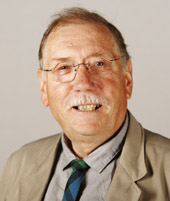
Rob Gibson

Rob Gibson (* 10. Oktober 1945 in Glasgow) ist ein schottischer Politiker und Mitglied der Scottish National Party (SNP).
Gibson besuchte die High School of Glasgow und studierte anschließend Neue Geschichte an der Universität Dundee und schloss als Master mit Lehrbefugnis ab. Er bildete sich am Dundee College of Education weiter und war dann als Lehrer in Alness und Invergordon tätig.

## Politischer Werdegang
1966 trat Gibson in die SNP ein und wurde später in den Rat von Ross and Cromarty gewählt. Bei den Unterhauswahlen im Februar 1974 trat er erstmals zu nationalen Wahlen im Wahlkreis Inverness an, konnte das Direktmandat aber nicht erringen. Im Wahlkreis Ross, Cromarty and Skye kandidierte Gibson bei den Unterhauswahlen 1987 und 1992, verpasste jedoch in beiden Fällen den Einzug in das Britische Unterhaus.
Bei den Parlamentswahlen 2003 kandidierte Gibson im Wahlkreis Caithness, Sutherland and Easter Ross, verpasste das Direktmandat aber deutlich. Da er auch auf der Regionalwahlliste der Wahlregion Highlands and Islands gesetzt war, erhielt Gibson infolge des Wahlergebnisses eines von sieben Listenmandaten der Wahlregion und zog in das Schottische Parlament ein. 2007 unterlag Gibson trotz deutlichen Stimmgewinnen abermals Jamie Stone im Wahlkreis Caithness, Sutherland and Easter Ross, verteidigte aber sein Mandat für die Wahlregion. Im Zuge der Wahlkreisreform 2011 wurde der Wahlkreis Caithness, Sutherland and Easter Ross aufgelöst und großteils in den neuen Wahlkreis Caithness, Sutherland and Ross übernommen. Jamie Stone trat zu den Parlamentswahlen 2011 nicht mehr an und Gibson gelang es erstmals das Direktmandat des neugeschaffenen Wahlkreises zu erringen. Zu den Parlamentswahlen 2016 trat Gibson nicht mehr an und schied zum Ende der Wahlperiode aus dem schottischen Parlament aus.